# Täby distrikt, Uppland
Täby distrikt är det enda distriktet i Täby kommun i Stockholms län. 
Distriktet ligger omkring Täby i södra Uppland.

## Tidigare administrativ tillhörighet
Distriktet inrättades 2016 och utgörs ungefär av socknen Täby i Täby kommun
Området motsvarar den omfattning Täby församling hade 1999/2000. Distriktets omfattning är identiskt med kommunens bortsett från gränsjusteringar som skett efter 2000